# Birkir Kristinsson
Birkir Kristinsson   (Vestmannaeyjar, 15 d'agost de 1964) és un exfutbolista islandès de la dècada de 1990.
Fou 74 cops internacional amb la selecció islandesa.
Pel que fa a clubs, fou jugador, entre d'altres, de SK Brann, Birmingham City, IFK Norrköping i Bolton Wanderers.